# Майборода, Василий Каленикович
Майборода Василий Каленикович (род. 29 июля 1935, Масловка, Мироновский район) — советский и украинский учёный-педагог, доктор педагогических наук (1993), профессор (1994).

## Биография
Родился 29 июля 1935 года в селе Масловка Мироновского района Киевской области.
В 1963 году окончил Киевский университет.
В 1954—1965 годах работал школьным учителем.
В 1965—1970 годах работал в Криворожском педагогическом институте.
В 1970—1977 годах — в Николаевском педагогическом институте в должности проректора по учебной и научной работе, в 1977—1980 годах — ректор института.
В 1980—1986 годах — начальник управления педагогических учебных заведений и член коллегии Министерства образования УССР, в 1986—1992 годах — заведующий отделом методик гуманитарных дисциплин Министерства образования УССР.
В 1992—1994 годах — ведущий научный сотрудник Института педагогики АПНУ.
С 1994 года — заведующий лабораторией профессионально-технического образования Института педагогики и психологии профессионального образования АПНУ.
В 1995—2000 годах — учёный секретарь, в 2000—2005 годах — заведующий кафедрой управления образования Национальной академии государственного управления при президенте Украины.
В 2005—2008 годах — профессор, в 2008—2010 годах — проректор по научной работе Национальной академии СБУ.
С 2011 года — главный научный сотрудник, советник директора Института высшего образования Украины НАПНУ.

## Научная деятельность
Круг научных интересов: теория и история педагогики, проблемы высшего образования и подготовки научных и научно-педагогических работников.

### Научные труды
- Высшее педагогическое образование в Украине: история, опыт, уроки. Киев, 1992.
- Концептуальные основы демократизации и реформирования образования в Украине. Киев, 1997 (соавт.).
- Педагогика высшей школы: Учебник. Киев, 2009 (соавт.).
- Проблемы развития праксеологических умений будущих компетентных специалистов // Высшее образование Украины. 2012. № 4.
- Методика подготовки и оформления рукописи и автореферата диссертации: Учеб. пособие. Киев, 2014.